# سامسونگ اس‌جی‌اچ-تی۴۰۹
سامسونگ اس‌جی‌اچ-تی۴۰۹ یک‌نمونه از گوشی‌های تلفن همراه سری T شرکت سامسونگ می باشد که توسط همین شرکت به بازار عرضه شده‌است.